# Sonata para violonchelo (Britten)
La Sonata para violonchelo, op. 65, es una obra de música de cámara para violonchelo y piano del compositor inglés Benjamin Britten. Se estrenó en julio de 1961 en el Festival de Aldeburgh en Suffolk, con Mstislav Rostropóvich, a quien está dedicada, en el violonchelo.

## Historia
En 21 de septiembre de 1960, durante un concierto en el Royal Festival Hall de Londres, Britten conoció al violonchelista Mstislav Rostropovich. El programa incluyó el estreno británico del Concierto para violonchelo n.º 1 de Dmitri Shostakovich, interpretado por Rostropovich, junto con The Young Person's Guide to the Orchestra de Britten. Los dos compositores compartieron un palco en la audiencia ceremonial. Shostakovich luego le confió a Rostropovich:

Slava, do you know I am aching from so many bruises along my side." "What happened, Dmitri Dmitriyevich, did you fall down?" "No, but at the concert tonight, every time Britten admired something in your playing, he would poke me in the ribs, and say, 'Isn't that simply marvelous!' As he liked so many things throughout the concerto, I am now suffering!
Slava, ¿sabes que me estoy adolorido por tantos moretones en el costado?" "¿Qué pasó, Dmitri Dmitriyevich, te caíste?" "No, pero en el concierto de esta noche, cada vez que Britten admiraba algo de tu forma de tocar, me pinchaba en las costillas y decía: '¡No es eso simplemente maravilloso!' Como le gustaron tantas cosas a lo largo del concierto, ¡ahora estoy sufriendo!

Después del concierto, Rostropovich, que era un comisario obsesivo de nuevas obras, le suplicó a Britten que le escribiera una pieza para violonchelo. El compositor accedió con la condición de que fuera estrenado en el Festival de Aldeburgh. Un año después produjo la Sonata para violonchelo, op. 65. Esta se convirtió en la primera de las cinco obras principales de Britten escritas para Rostropovich en el transcurso de la próxima década; las otras son la Sinfonía para violonchelo y las tres suites para violonchelo solo. La correspondencia de Britten con Rostropovich revela la humildad del compositor frente a la reputación de Rostropovich; confiesa: "Puede que haya cometido algunos errores" y bromea diciendo que "el movimiento pizzicato te divertirá; ¡espero que sea posible!"  En el scherzo-pizzicato, se puede detectar de inmediato una deuda, en su timbre y contrapunto, con la tradición gamelan balinesa. El movimiento final de Moto perpetuo utiliza el motivo DSCH (la transformación musical del nombre de Shostakovich) como tributo al compositor que inspiró a Britten a escribir para violonchelo. La primera interpretación de la sonata tuvo lugar en el Festival de Aldeburgh el 7 de julio de 1961.

## Estructura
La obra consta de cinco movimientos:
1. Dialogo. Allegro
2. Scherzo-Pizzicato. Allegretto
3. Elegia. Lento
4. Marcia. Energico
5. Moto perpetuo. Presto

## Análisis
El primer movimiento, Dialogo, como el nombre lo señala, es un diálogo entre el violonchelo y el piano. En palabras de Rostropovich:

Una dulce, pero conmovedora convicción literalmente humana entre dos instrumentos. . . una conversación no en palabras, sino más fina y más intrincada, una conversación de caprichoso cambio de humor, una conversación que no abarca palabras sino todo un mundo de sentimientos entremezclados adjuntos a cada nota.

El segundo movimiento, Scherzo-Pizzicato, tiene todas las características de un scherzo; es decir, ligero, vivaz y humorístico. Tiene una métrica de 2
4, también se caracteriza por su carácter lúdico y caprichoso. El movimiento también está marcado con pizzicato sempre, lo que implica que durante todo el movimiento no se utiliza el arco, sino los dedos. Britten utiliza esta técnica de pizzicato de maneras desafiantes para el intérprete.

## Grabaciones
- Britten: Cello Suites 1 & 2 / Cello Sonata. Mstislav Rostropovich (violonchelo), Benjamin Britten (piano). London Records, 1989[10] / Decca Recordings, 2012 (The Complete Decca Recordings)[11] / Deutsche Grammophon, 2017 (Complete Recordings)[12]
- Richter Plays Britten. Natalia Gutman (violonchelo), Sviatoslav Richter (piano). Revelation, 1997[13]
- Britten, Shostakovich: Sonatas for Cello and Piano / Prokófiev: Ballad, op. 15. Julian Lloyd Webber (violonchelo), John McCabe (piano), Philips Digital Classics, 1988[14]
- Strauss - Britten: Sonata for Cello & Piano. Yo-Yo Ma (violonchelo), Emanuel Ax (piano). CBS Records Masterworks, 1989[15]